# 樺澤まどか
樺澤 まどか（かばさわ まどか、1994年11月15日 - ）は、元吉本興業社員、吉本坂46の元メンバーである。愛称はかばちゃん。

## 概要
1994年群馬県生まれ、群馬県立前橋女子高等学校、早稲田大学先進理工学部応用物理学科を経て、早稲田大学大学院基幹理工学研究科表現工学専攻修士課程を修了後、吉本興業に入社。
2019年12月27日に吉本坂46「2期生」メンバー発表会で加入が発表された。
2021年6月21日に初の単独ライブ「樺澤まどかワンマンショー2021 summer」を開催し、自ら作詞と作曲した「卑屈のうた」を披露した。11月15日に同曲の配信リリースを発表し、配信日に2回目の単独ライブ「樺澤まどか生誕祭2021」をヨシモト∞ドーム ステージIで開催して新曲を初披露した。
大学在学時に研究発表のためにYouTubeチャンネルを開設した。
2023年2月時点でマネージャーとしてかまいたちやとろサーモンを担当した。
2022年8月12日に4回目の単独公演・「樺澤まどかの夏祭り～2022年上半期重大ニュースベスト10～」をよしもと有楽町シアターで開催し、年内でアイドル活動を引退することを発表した。
2023年8月31日付けで吉本興業を退社することをかまいたちのYouTubeチャンネルで発表した。退社後は未定だが海外生活を予定し、10月からオーストラリアへ生活拠点を移したことを自身のYouTubeチャンネルで公表した。
2024年3月にオーストラリアの日本人向け雑誌で表紙モデルとして掲載された。

## 人物
名前のまどかは、父親が大ファンのまつもと泉の漫画『きまぐれオレンジ☆ロード』ヒロインの鮎川まどかから名付けた。誕生日の11月15日は主人公の恭介とひかると同じである。
冷蔵庫の電源を抜いて帽子や眼鏡を収納する棚として使用している。子供の頃はおジャ魔女どれみの瀬川おんぷになるのが夢で、ワンマンライブでおんぷのコスプレを披露した。
特技は創作ダンス。好きな食べ物は梅水晶。

## 出演

### テレビ番組
- OFLIFE〜樺澤まどか 吉本坂46〜（2020年2月25日、MBS）[6]
- 深イイ話「芸人のマネジャーは本当に幸せなのか？SP」（2020年6月1日、日本テレビ）
- セブンルール（2023年1月31日、関西テレビ）[21]

### ウェブテレビ
- ぜにいたち（2022年8月 - 2023年3月、ABEMA） - オープニングカンペを出すAD役として度々出演[22][23]

### ライブ
- 単独ライブ「樺澤まどかワンマンショー2021 summer」（2021年6月21日、ヨシモト∞ドーム）[24]

## ディスコグラフィ

### 配信曲
| 配信日         | 作品名     | 最高順位 | 最高順位      | 収録アルバム |
| 配信日         | 作品名     | オリコン | Japan Hot 100 | 収録アルバム |
| -------------- | ---------- | -------- | ------------- | ------------ |
| 2021年11月15日 | 卑屈のうた | -        | -             | -            |

## 書籍

### 写真集
- デジタル写真集『かばちゃん』（2023年10月8日、集英社）[25]